# テラッソ姫路
テラッソ姫路（テラッソひめじ）は兵庫県姫路市にある複合商業施設。中核店舗は映画館のアースシネマズ姫路。

## 概要
姫路市の姫路駅前再開発計画「キャスティ21」のコアゾーンBブロック（JR姫路駅東側）に建設された。地上8階で高さは37.900mある。開業時点では、近畿初・西日本初の店舗が各1店舗、兵庫初の店舗が6店舗、姫路初の店舗が5店舗出店した。
姫路駅（ピオレ姫路）及びホテルモントレと連絡通路で直結している。

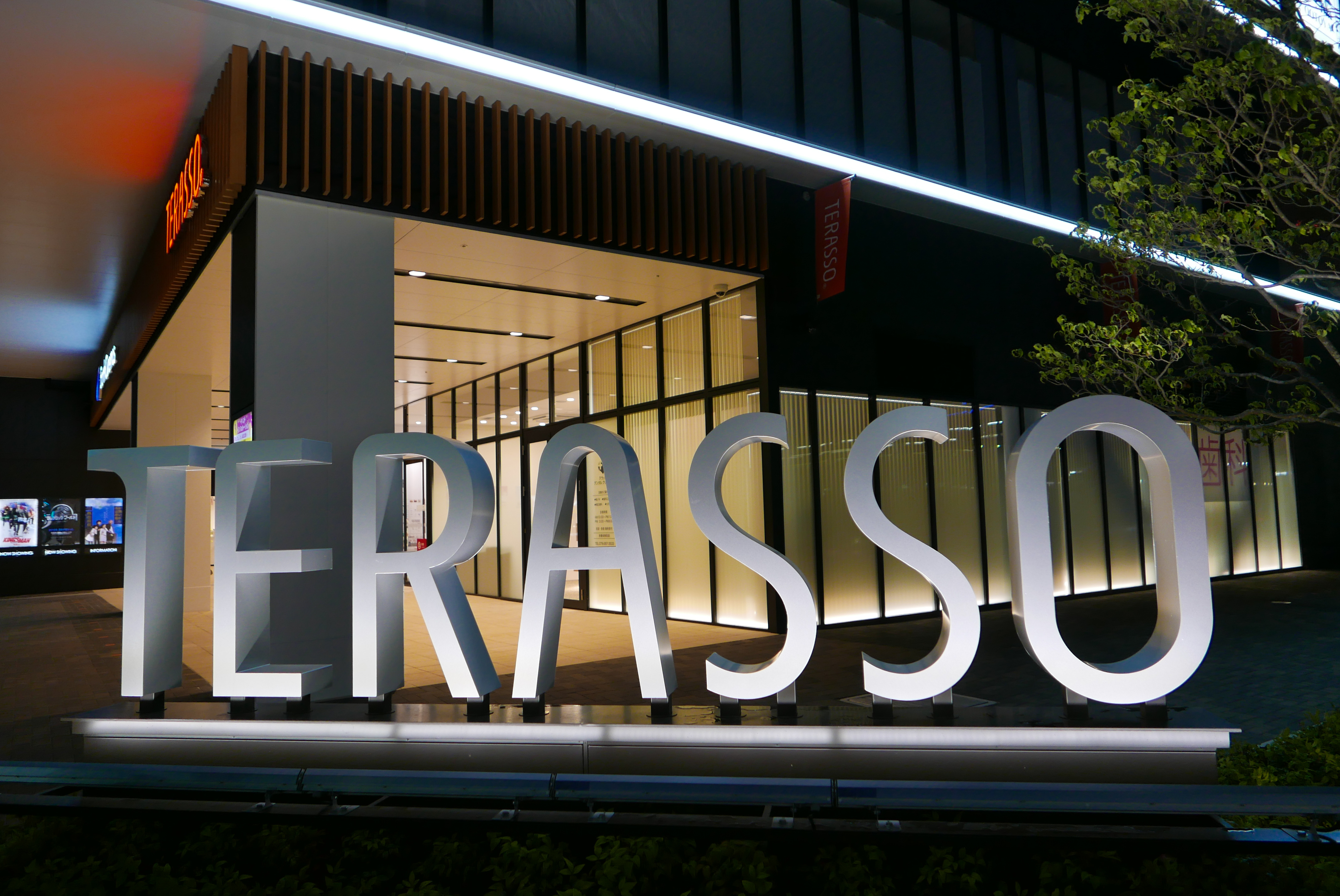
エントランス（夜景）
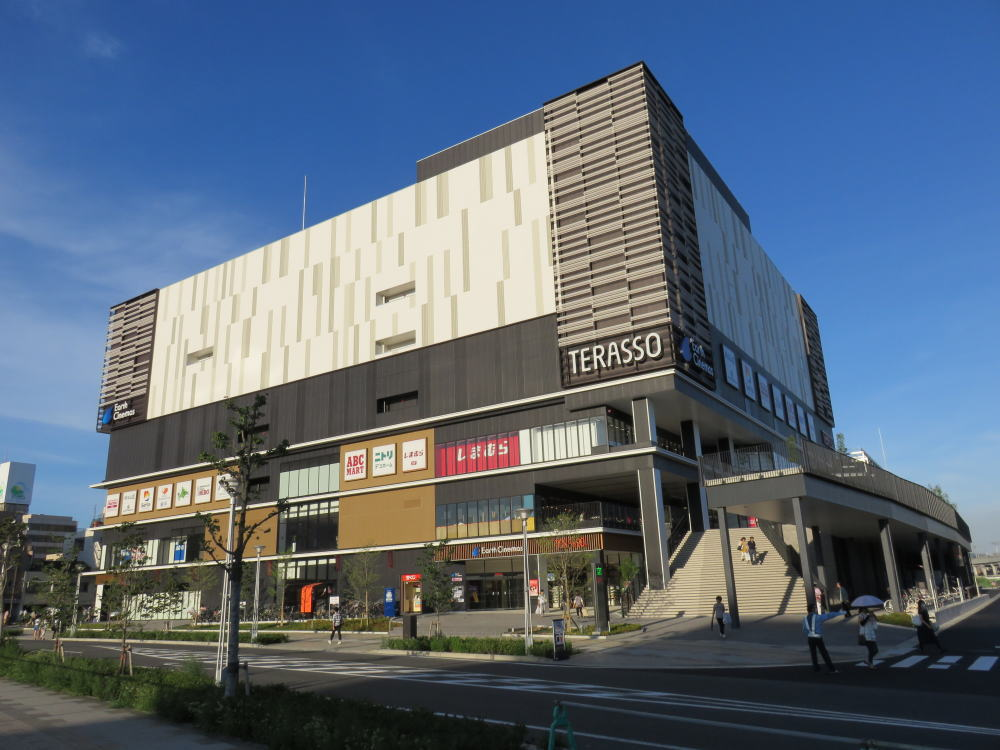
「テラッソ姫路」南西面

## 店舗

### アースシネマズ姫路
テラッソ姫路の4階から7階は映画館（シネマコンプレックス）のアースシネマズ姫路が占めており、12スクリーン計約2000人席を有する。運営は1932年（昭和7年）から山陽座を経営する株式会社アースシネマズ（旧社名：株式会社ハリマ企業）。
当映画館の開業と前後してシネパレス山陽座・姫路大劇シネマ・姫路OSが閉館しており、2025年7月現在では市内唯一の映画館となっている。
臨場感のある音を再現する「Dolby Atmos」や「DTS:X」や座席が動いたり風が吹くULTRA 4DX（旧・4DX Screen、関西初）を採用している。
9番スクリーンはウシオ電機が命名権を取得し「ウシオプレミアムシアター」となっている。スクリーンは高解像度4Kのデジタルシネマプロジェクタ、音響は近畿初の「クリスティ・ヴィヴオーディオ」を採用している。
2025年7月25日には、施設の開業10周年に合わせて姫路市では初となる「IMAXレーザー」を5番スクリーンに導入したほか、同日には「Earth Cinemas Premium Sound System 雷舞-LIVE-」が6番スクリーンに導入された。

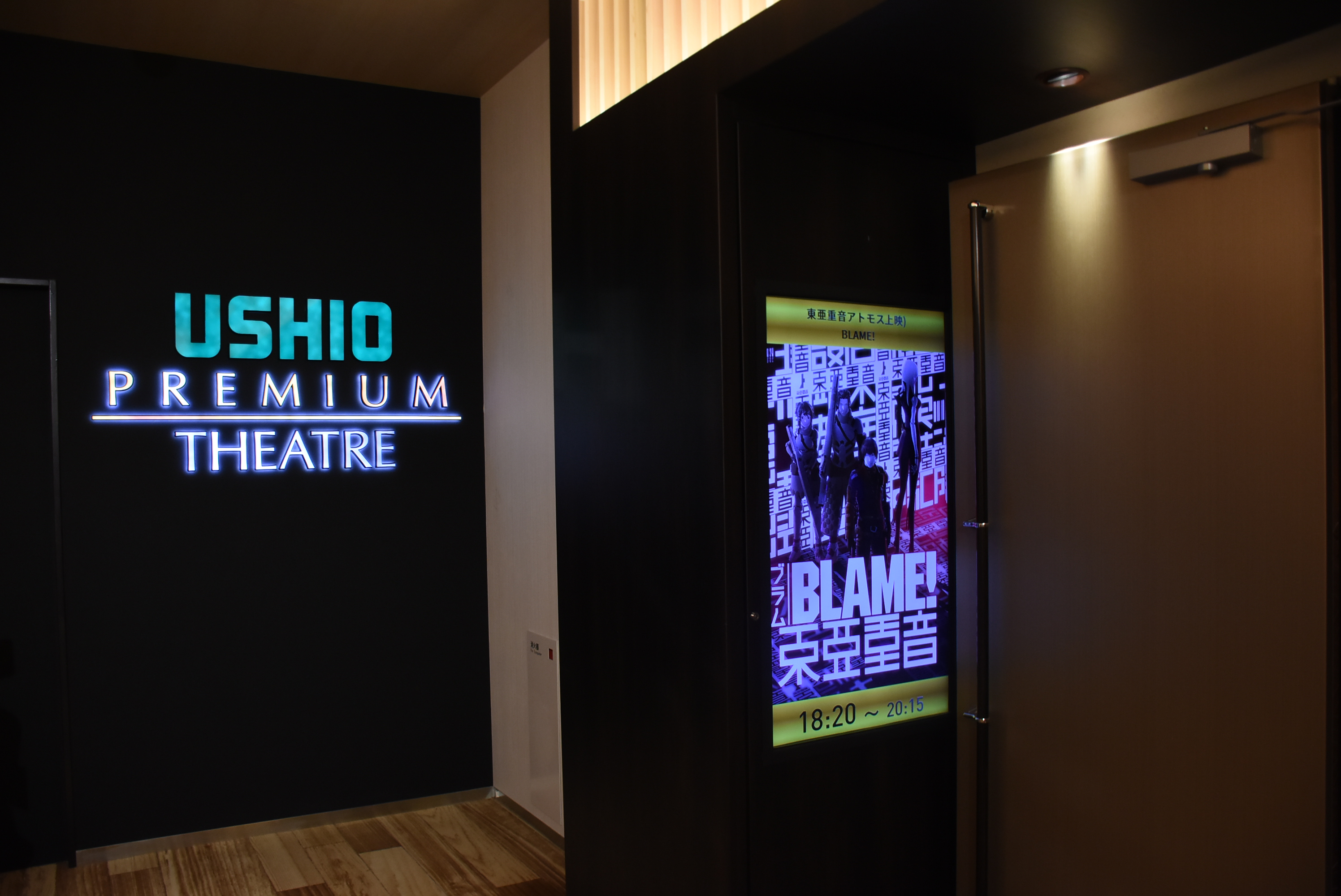
ウシオプレミアムシアター

| No. | フロア | 座席数 | 備考                                                   |
| --- | ------ | ------ | ------------------------------------------------------ |
| 1   | 4階    | 183    | 7.1ch                                                  |
| 2   | 4階    | 83     | 7.1ch                                                  |
| 3   | 6階    | 192    | Dolby Atmos、DTS:X、VIVE-AUDIO                         |
| 4   | 4階    | 96     | ULTRA 4DX（7.1ch）                                     |
| 5   | 6階    | 232    | IMAXレーザー（12ch）                                   |
| 6   | 6階    | 254    | Earth Cinemas Premium Sound System 雷舞-LIVE-（7.1ch） |
| 7   | 6階    | 79     | 7.1ch                                                  |
| 8   | 6階    | 187    | 7.1ch                                                  |
| 9   | 6階    | 340    | Dolby Atmos、DTS:X、VIVE-AUDIO                         |
| 10  | 6階    | 84     | 7.1ch                                                  |
| 11  | 6階    | 87     | 7.1ch                                                  |
| 12  | 6階    | 87     | 7.1ch                                                  |

- ウシオプレミアムシアター